# Diaparsis basalis
Diaparsis basalis là một loài tò vò trong họ Ichneumonidae.